# 해피라면
해피라면은 농심에서 제조판매하는 라면이다. 본래 1982년에 출시하였던 라면이었으나(당시 100원) 1990년대 초반에 단종되었다가 29년만인 2019년에 재발매하였다.
농심이 오뚜기의 진라면의 아성에 도전하면서 80년대를 풍미했던 추억 및 복고풍을 이룩하고자 재발매하였으며 디자인 컨셉은 이전 1980년대식의 디자인을 따랐다.
농심이 30년만에 출시한 저가라면이기도 하였으며 유사한 저가라면으로는 안성탕면이 있다.

## 특징
1982년에 첫 출시하였던 농심의 저가형 라면이며 특히 1980년대를 보냈던 중장년층 및 노년층들의 추억과 그 시절의 풍미를 재현 및 부활을 하게 되었고 그 시대를 보내지 않은 젊은층들에게는 80년대 라면의 진수와 풍미를 알리기 위해서 재발매를 하였다.
디자인 컨셉은 아기천사의 삽화가 그려져있는 초창기 1980년대 발매 디자인을 그대로 재현하여 그 시절의 추억과 풍미를 재현하고자 하였다.

## 1982년 해피라면
1982년에 처음으로 발매한 해피라면은 농심에서 발매한 저가형 라면으로 알려졌으며 아기천사가 그려진 디자인 컨셉으로 나온 적이 있다. 이 당시는 농심이 이전 하트에 한자 마크를 달았던 시절이었다.
당시에는 해피 소고기라면이라는 이름으로 나왔으며 소고기가 함유되어있는 라면임을 강조하였다.
1990년에 단종되었다. 2019년 29년만에 해피 라면 재출시되었다.